# Anawalt
La ville américaine d’Anawalt est située dans le comté de McDowell, dans l’État de Virginie-Occidentale. Lors du recensement de 2010, sa population s’élevait à 226 habitants.

## Source
- (en) Cet article est partiellement ou en totalité issu de l’article de Wikipédia en anglais intitulé « Anawalt, West Virginia » (voir la liste des auteurs).